# 数字敦煌
数字敦煌是敦煌研究院開展的一个数字化项目，目的是通過计算机技术和图像数字技术讓莫高窟的圖像登陸各类互联网平台。

## 历史
20世纪90年代初，敦煌研究院开始了“数字敦煌”的实践。項目由敦煌研究院院长樊锦诗主导，利用数位技术对敦煌文化遗产进行全方位保存。敦煌研究院对敦煌莫高窟壁画进行了高精度的摄影、存档。2016年，“数字敦煌”资源库上线。